# Aisleyne Horgan-Wallace
Aisleyne Horgan-Wallace ( /æʃˈliːn/ ash-LEEN; nacida el 28 de diciembre de 1978) es una personalidad de televisión, modelo, actriz y columnista inglesa que saltó en el ojo del público en 2006, cuando apareció como concursante en la séptima temporada del reality show televisivo Big Brother.

## Carrera
Horgan-Wallace comenzó su carrera como actriz. En 2006, tuvo un pequeño papel sin voz en la película Rollin' with the Nines.[cita requerida]

### 2006:Big Brother
Horgan-Wallace se convirtió en una celebridad de los tabloides en el Reino Unido tras ser seleccionada como concursante en Big Brother 2006, la séptima serie del reality show televisivo de Channel 4 Big Brother.  Entró en la casa de Big Brother el día 12 del programa y se hizo conocida por sus choques de personalidad con sus compañeras Nikki Grahame y Grace Adams-Short (aunque más tarde se hizo buena amiga de la primera hasta la muerte de Grahame en abril de 2021); el público la votó para entrar en la "Casa de al lado"——una habitación secreta, desconocida para los demás concursantes, donde se vio obligada a elegir quiénes de los cinco nuevos concursantes se convertirían en nuevos compañeros de casa. Horgan-Wallace llegó al último día del programa, donde finalmente quedó tercera con el 22% de los votos del público.

### 2007–presente: Transición a la televisión

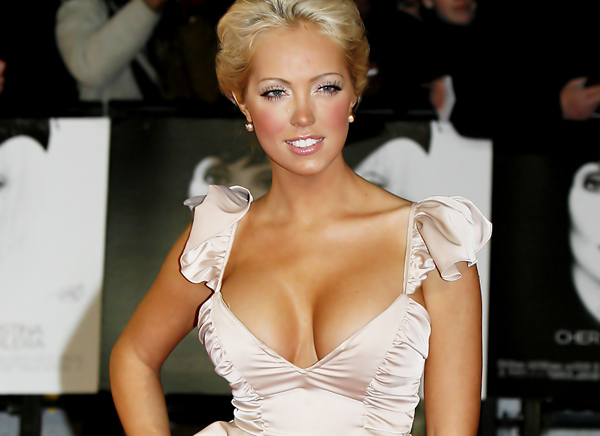
Horgan-Wallace en un evento de la alfombra roja en 2012

Desde 2007, Horgan-Wallace ha sido invitada habitual en los programas derivados de Big Brother Big Brother's Big Mouth, Big Brother's Little Brother y, desde el traslado del programa a Channel 5 en 2011, Big Brother's Bit on the Side. También ha escrito columnas sobre Gran Hermano para The Sun Online.
Horgan-Wallace ha aparecido en varios episodios de Charlie Brooker's Screenwipe. También ha presentado programas como T4. Apareció en Test The Nation, de la BBC One, en un equipo con otros concursantes de Big Brother.[cita requerida] También hizo una pequeña aparición en The Charlotte Church Show. Apareció en varios episodios de la serie de Red TV Celebrity: Stars at Work, que se emitió en diciembre de 2007 y enero de 2008.[cita requerida] A raíz de esto, Horgan-Wallace firmó un contrato de una serie con Red TV para rodar un documental autotitulado. Se emitieron cuatro episodios del programa resultante, titulado Aisleyne, el primero de los cuales se emitió el 5 de marzo de 2008.
En junio de 2008, Horgan-Wallace hizo una aparición como invitada en una edición especial de The Friday Night Project, que se emitió tras el lanzamiento de Big Brother 2008, la novena temporada de Big Brother. En agosto de 2008, hizo un breve cameo en The Kevin Bishop Show. Dos meses más tarde apareció en la serie de terror Dead Set, de Channel 4 y E4, interpretándose a sí misma. En el primer episodio, interpretó a una versión zombi de sí misma.
El 2 de marzo de 2009, Horgan-Wallace se sometió a un "cambio de imagen" para el programa de la BBC Three Snog Marry Avoid, presentado por Jenny Frost. La convencieron de que le sentaba bien un look más natural con menos maquillaje. En mayo de 2009, fue entrevistada para el programa de E4/Channel 4 Big Brother: A Decade in the Headlines, escrito y presentado por Grace Dent.[cita requerida]
En marzo de 2010, Horgan-Wallace apareció como comensal invitada en el programa de Living TV, Celebrity Restaurant in Our Living Room. En agosto de 2010, rechazó una oferta para aparecer en Ultimate Big Brother con el fin de rodar en su lugar sus escenas para un papel secundario en la película de comedia británica Anuvahood. Interpretó el papel de Maria en la película. Anuvahood se estrenó en el Reino Unido el 18 de marzo de 2011, pero no fue un éxito. El 5 de mayo de 2011 protagonizó un episodio de Celebrity Hens and Stags para Wedding TV, en el que ayudó a organizar una despedida de soltero en Edimburgo, incluyendo carreras en un buggy todoterreno, que más tarde se vio involucrado en un atropello en Leith. En junio de 2011, apareció como concursante en la serie de TV3 (Irlanda) Celebrity Salon. Quedó subcampeona por detrás de un presentador de televisión llamado Alan Hughes.
En enero de 2012, Horgan-Wallace apareció en la tercera serie del programa de Channel 4 Celebrity Coach Trip, junto a la también concursante de Big Brother Nikki Grahame. La pareja recibió una 'tarjeta roja' y fue expulsada del programa en el tercer día de la serie tras discutir con otros famosos, entre ellos Edwina Currie y Jean Broke-Smith. A partir de diciembre de 2012, se convirtió en invitada habitual del programa de entrevistas de Loaded TV, Looser Women Live, un programa presentado regularmente por su amiga, la modelo y también estrella de realities, Nicola McLean. Interpreta el personaje de Jasmine en una película británica de terror de bajo presupuesto, Serial Killer, que se rodó en abril y mayo de 2013.
El 11 de febrero de 2015, Horgan-Wallace apareció como 'demandante' en el programa diurno de ITV Judge Rinder, en un caso contra su compañero ex concursante de BB7 Michael Cheshire, alegando una deuda impagada; ganó su caso. Apareció en el programa de Channel 5 Celebrity Botched Up Bodies el 6 de octubre de 2016, en relación con sus carillas dentales. El 25 de marzo de 2017, apareció como colaboradora en el programa de Channel 5 When Celebrity Goes Horribly Wrong y una semana después apareció en el programa de Channel 4 How'd You Get So Rich? presentado por la famosa comediante canadiense Katherine Ryan, en el que hablaba de su adquisición de una cartera inmobiliaria.
A partir de 2017, Horgan-Wallace se convirtió en invitada habitual del programa matinal de ITV Good Morning Britain, en el que debatía sobre temas del día con otros invitados. El 12 de noviembre de 2018 apareció en el programa de Channel 4 First Dates, donde le organizaron una cena a ciegas en el restaurante First Dates con Darren, un compañero de Londres. Al final del programa se reveló que la pareja aún no había tenido una segunda cita. Una semana después apareció en un reportaje del programa de Victoria Derbyshire en la BBC2 titulado "Brexit Blind Dates", en el que voces opuestas en el debate sobre el Brexit se reunían para cenar. Horgan-Wallace, partidaria del "Leave", debatió con el profesor laborista Lord Winston, partidario del "Remain". A partir de 2019, Horgan-Wallace fue un invitado habitual en el programa de las 10 de la BBC Radio 5 Live, presentado por Sarah Brett y Rick Edwards, entre otros.

### Incidente enBit on the Side
El 22 de septiembre de 2015, Horgan-Wallace apareció como panelista en el programa Bit on the Side de Celebrity Big Brother y se enzarzó en una acalorada discusión con su compañera Farrah Abraham. El programa se interrumpió diez minutos antes de lo previsto tras un "enfrentamiento" entre las panelistas. Abraham y Janice Dickinson fueron amonestadas por la policía. Horgan-Wallace iba a ser juzgada por cargos de agresión común y daños criminales, pero según el Daily Mirror, el 29 de enero de 2016 el Crown Prosecution Service  retiró todos los cargos.

### Incidente con un kart
En abril de 2022, Horgan-Wallace se estrelló y salió despedida de un kart, cayendo de cabeza y quedando casi paralizada.

## Filmografía

### Películas
| Título                 | Año  | Papel      | Notas                      |
| ---------------------- | ---- | ---------- | -------------------------- |
| Rollin' with the Nines | 2006 | Clubber    | Uncredited                 |
| Anuvahood              | 2011 | Maria      |                            |
| What's the Score?      | 2014 | Ella misma | acreditada como "Aisleyne" |
| Serial Kaller          | 2014 | Jasmine    |                            |

### Televisión
| Título                                     | Año        | Papel      | Canal               | Notas                    |
| ------------------------------------------ | ---------- | ---------- | ------------------- | ------------------------ |
| Big Brother                                | 2006, 2015 | Ella misma | Channel 4/Channel 5 | 106 episodes             |
| Big Brother's Little Brother               | 2006-2010  | Ella misma | Channel 4           | 10 episodios             |
| Big Brother Uncut                          | 2006       | Ella misma | Network Ten         | 22 episodios             |
| Big Brother's Big Mouth                    | 2006–2007  | Ella misma | Channel 4           | 2 episodios              |
| The Gadget Show                            | 2006       | Ella misma | Channel 5           | 1 episode                |
| Test the Nation: The National IQ Test 2007 | 2007       | Ella misma | RTÉ One             | especial de televisión   |
| Celebrity: Stars at Work                   | 2007–2008  | Ella misma | RED TV (Brit Hits)  | 3 episodios              |
| The Most Annoying Couples We Love to Hate  | 2008       | Ella misma | BBC Three           | especial de televisión   |
| Dead Set                                   | 2008       | Ella misma | E4                  | 2 episodios; cameo       |
| Big Brother: A Decade in the Headlines     | 2009       | Ella misma | E4                  | documental de televisión |
| Snog Marry Avoid?                          | 2009       | Ella misma | BBC Three           | 1 episodio               |
| Deadline                                   | 2009       | Ella misma | ITV                 | 3 episodios              |
| Ultimate Big Brother                       | 2010       | Ella misma | Channel 4           | 2 episodios              |
| Celebrity Salon                            | 2011       | Ella misma | TV3                 | 6 episodios              |
| Celebrity Coach Trip                       | 2012       | Ella misma | Channel 4           | 3 episodios              |
| Come Again                                 | 2013       | Ella misma | Loaded TV           | 2 episodios              |
| Judge Rinder                               | 2015       | Ella misma | ITV                 | Episodio #2.28           |
| Fired by Mum & Dad                         | 2015       | Ella misma | MTV                 | Episodio #1.1            |
| Britain's Flashiest Families               | 2015       | Ella misma | Channel 5           | Episodio #2.2            |
| Big Brother Countdown                      | 2015       | Ella misma | Channel 5           | 4 episodios              |
| Big Brother's Bit on the Side              | 2015       | Ella misma | Channel 5           | 27 episodios             |
| Celebrity Botched Up Bodies                | 2016       | Ella misma | Channel 5           | 1 episodio               |
| Mark Dolan Tonight                         | 2022       | Ella misma | GB News             | 1 episodio               |
| The Challenge UK                           | 2023       | Ella misma | Channel 5           | 1 episodio               |

## Otros trabajos
Después de Big Brother, Horgan-Wallace hizo numerosas apariciones personales en clubes nocturnos de todo el Reino Unido. Presentó un programa para la emisora de radio en línea Invincible, fue comentarista invitada en el programa de la BBC Asian Network e hizo varias apariciones como invitada en el programa Morning Vybe de Choice FM.[cita requerida]
Horgan-Wallace trabajó como "tía agonía" para la revista More y escribió una columna semanal sobre Big Brother 2007 para la revista Reveal, así como un blog diario en su página web. Volvió a desempeñar este papel durante la emisión de la novena y décima temporada del programa.
En septiembre de 2007, se anunció que había tomado el control de su propia carrera a través de su empresa de gestión, Aisleyne Ltd, junto con el codirector Richard Skeels.
El 10 de febrero de 2008, Aisleyne lanzó una línea de moda llamada "Unique by Aisleyne". Trabajó con los distribuidores de moda de «alta gama» Unique Collections Ltd, para diseñar y producir los conjuntos. Unas semanas más tarde se lanzó una gama complementaria de trajes de baño.[cita requerida]
El 24 de abril de 2008 se anunció que Mainstream Publishing había comprado los derechos para publicar su autobiografía, titulada Aisleyne: Surviving Guns, Gangs and Glamour. El libro se publicó el 7 de mayo de 2009. A la fiesta de presentación, celebrada el 6 de mayo, asistieron varias celebridades, entre ellas Jodie Marsh, Charlie Brooker y Nate James.
Los días 24 y 27 de marzo de 2009, Horgan-Wallace copresentó un programa de radio en SMUC Radio con Eamonn McCrystal.
El 10 de junio de 2011, Horgan-Wallace fue jurado en el concurso de belleza Miss Universo Irlanda en Dublín.
En marzo de 2014, Horgan-Wallace lanzó su propio campamento de entrenamiento para famosos llamado Aisleyne's Booty Camp, con sede en una casa de campo cerca de Grantham, Leicestershire.
En octubre de 2016, Horgan-Wallace lanzó su propia aplicación de fitness titulada Aisleyne 7 Minute Workout, que se lanzó en las plataformas Apple y Android Play Store.[cita requerida]

## Filantropía
Horgan-Wallace es patrocinadora de Brain Tumour UK y embajadora de Club4Climate, una iniciativa basada en fiestas en el West End de Londres y otros lugares con el objetivo de prevenir el cambio climático. En 2007, completó una carrera londinense de 10 kilómetros para recaudar fondos para Brain Tumour UK; completó el mismo evento el 6 de julio de 2008.
Horgan-Wallace ha participado en la campaña 'Stop Smoking' del Servicio Nacional de Salud, en asociación con Cancer Research UK,[cita requerida] y ha apoyado el No Smoking Day todos los años desde 2008. También participó en la campaña  "Put the Knives and Guns Down!", cuyo objetivo es animar a los adolescentes a salir de las calles y poner fin a los tiroteos y apuñalamientos.